# Bożena Fedorczyk
Bożena Fedorczyk (ur. 1961) – polska aktorka dziecięca.
Została odkryta przez Janusza Nasfetera. Ostatnim filmem, w którym wystąpiła, był La menor Pedra Masó z 1976 roku. Mimo popularności i uznania w latach 70. XX wieku, zrezygnowała z aktorstwa. Wyszła za mąż i ma dwóch synów.

## Filmografia
- 1972: Motyle jako Monika
- 1973: Nie będę cię kochać jako Bożena
- 1976: La menor (dramat hiszpańsko-brazylijski) jako Susan[4]

## Nagrody
- 1975: Nagroda Domu Kultury Karadzicz w Belgradzie (MFF „FEST”) za rolę w Motylach.